# 12607 Alcaeus
12607 Alcaeus è un asteroide della fascia principale. Scoperto nel 1960, presenta un'orbita caratterizzata da un semiasse maggiore pari a 2,6547572 UA e da un'eccentricità di 0,0360615, inclinata di 2,18710° rispetto all'eclittica.
Alcaeus è il nome latino di Alceo, poeta dell'Antica Grecia.